# Aporobopyrus ryukyuensis
Aporobopyrus ryukyuensis is een pissebed uit de familie Bopyridae. De wetenschappelijke naam van de soort is voor het eerst geldig gepubliceerd in 1939 door Sueo M. Shiino.